# Дансько-німецький кордон

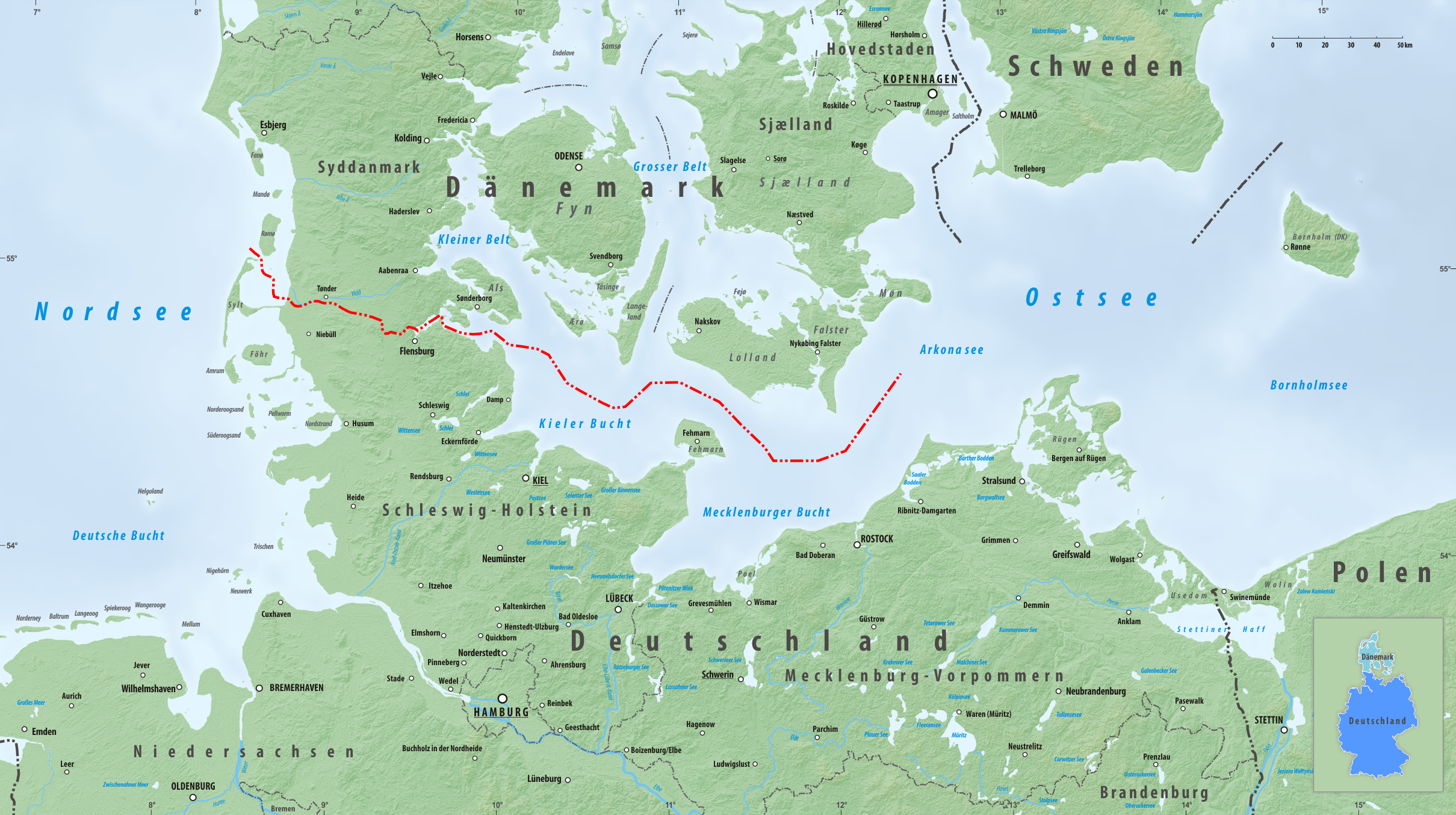
Дансько-німецький кордон.

Да́нсько-німе́цький кордо́н — міждержавний кордон між Данією і Німеччиною. Сухопутний кордон пролягає у південній частині Ютландського півострова. Довжина — 68 км. Морський кордон проходить між островами Балтійського і Північного морів. Чинна лінія кордону існує з 1920 року.

## Історія

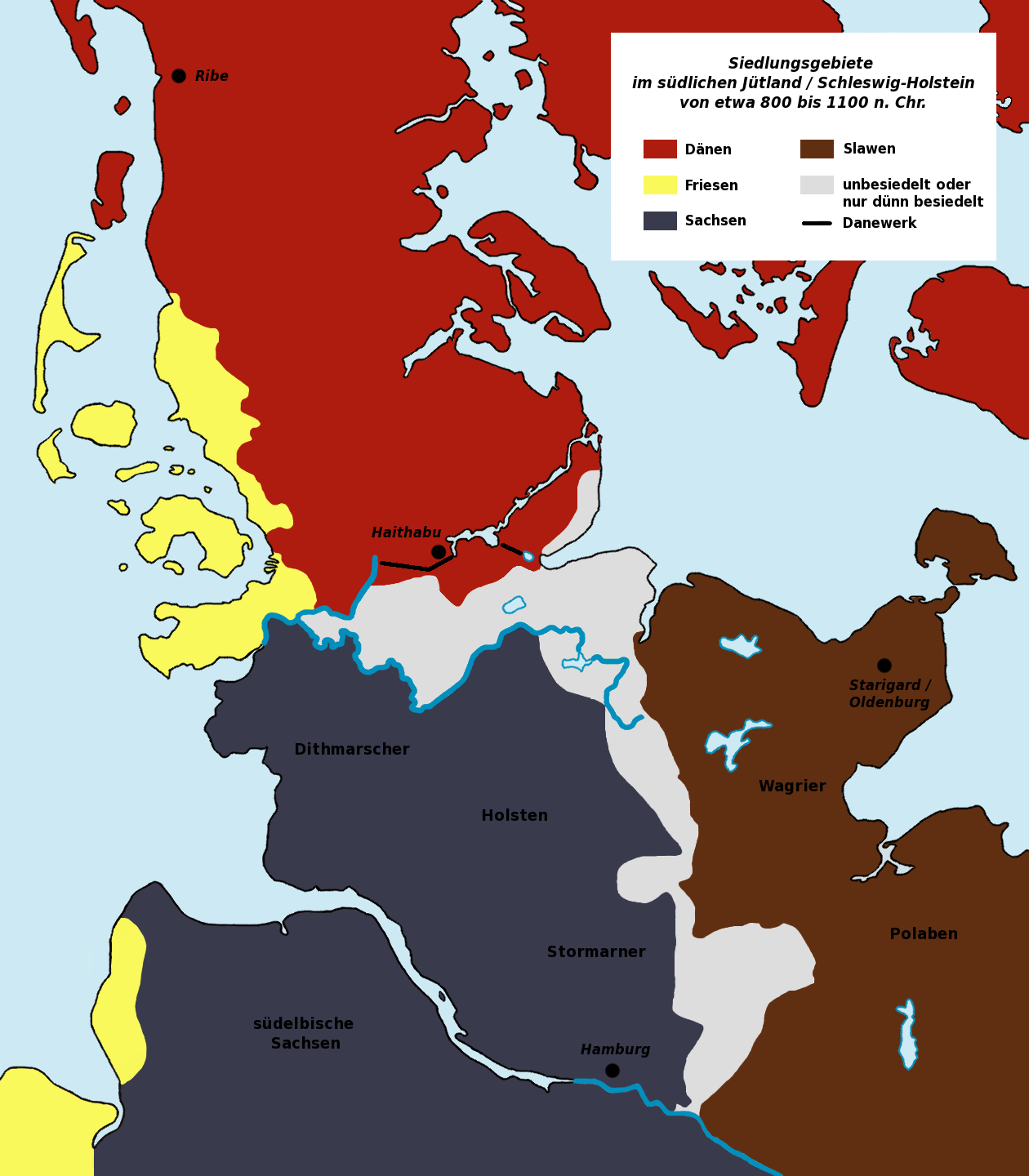
Розселення народів у Південній Ютландії (до ХІІ ст.):
данці
фризи
німці
венди

На початку середньовіччя кордон між данами і германцями (саксами) проходив у Південній Ютландії. Після підкорення саксів франками Данська держава стала межувати із північними областями Франкської імперії. Перший міждержавний кордон між Данією й імперією визначав Гейлінгенський договір 811 року. Згідно з цим договором лінія кордону пролягала по болотистій річці Ейдер, що була природнім бар'єром між двома державами. Згодом ця межа стала кордоном між Данією і Священною Римською імперією, наступницею франкської держави.
Внаслідок дроблення Священної Римської імперії у ХІІ—ХІV ст. в області дансько-імперського кордону сформувалися ряд німецьких держав: Шлезвізьке, Гольштейнське і Лауенбурзьке герцогства, Ольденбурзьке графство і Дітмаршенська республіка тощо. Де-юре ці державні утворення були складовою Священної Римської імперії, проте де-факто ними керували самостійні правителі або данські королі. Ситуація ускладнилася з середини XV ст., коли представники Ольденбурзького дому, графи Ольденбурзькі, стали королями Данії. 
До 1864 року Шлезвізьке герцогство вважалося уділом Данії, а Гольштейнське герцогство — формальним володінням Священної Римської імперії (до 1806) і членом Німецького союзу (після 1815). Обома герцогствами керували королі Данії, що мали титули герцогів Шлезвізьких і Гольштейнських. Кордон між Шлезвігом і Гольштейном пролягав вздовж річки Ейдер. Межа між герцогствами і землями Данської корони проходила по Конгео. Реальною границею ж між Данськими і німецькими володіннями була річка Ельба.
В ході шлезвігських воєн 1864—1866 років Пруссія, головна держава Німецького союзу, відібрала Шлезвіг і Гольштейн у Данії й створила на основі герцогств Шлезвіг-Гольштейнську провінцію. 1871 року остання увійшла до новопроголошеної Німецької імперії як складова Пруссії. Утворився новий дансько-німецький кордон, який починався за 5 км південніше Рібе, тягнувся на схід південніше Вамдрупа, а далі виступав на північ до Крістіансфелда і вів до Балтійського моря.
Після поразки Німеччини у Першій Світовій війні на території Шлезвігу пройшли плебісцити населення про приналежність до Данії. Вони були організовані 10 лютого і 14 березня 1920 року, під наглядом спостерігачів від країн Антанти, у Північному і Центральному Шлезвігу. Населення північних областей проголосували за приєднання до Данії (74.9 %, 75.431 особа), а центральних — за залишення у Німеччині  (80.2 %, 51,742 особи). 15 червня того ж року Північний Шлезвіг (Апенрадський, Гадерслебенський, Зондебурзький повіти) увійшов до складу Данії й отримав назву Південна Ютландія. 1921 року було визначено новий дансько-німецький кордон. Він пролягав на 50 км південніше від кордону 1866 року, північніше Фленсбурга.
2001 року прикордонний контроль на дансько-німецькому кордоні був знятий відповідно до Шенгенської угоди. Контроль тимчасово поновили 2016 року як відповідь на мігрантську кризу.

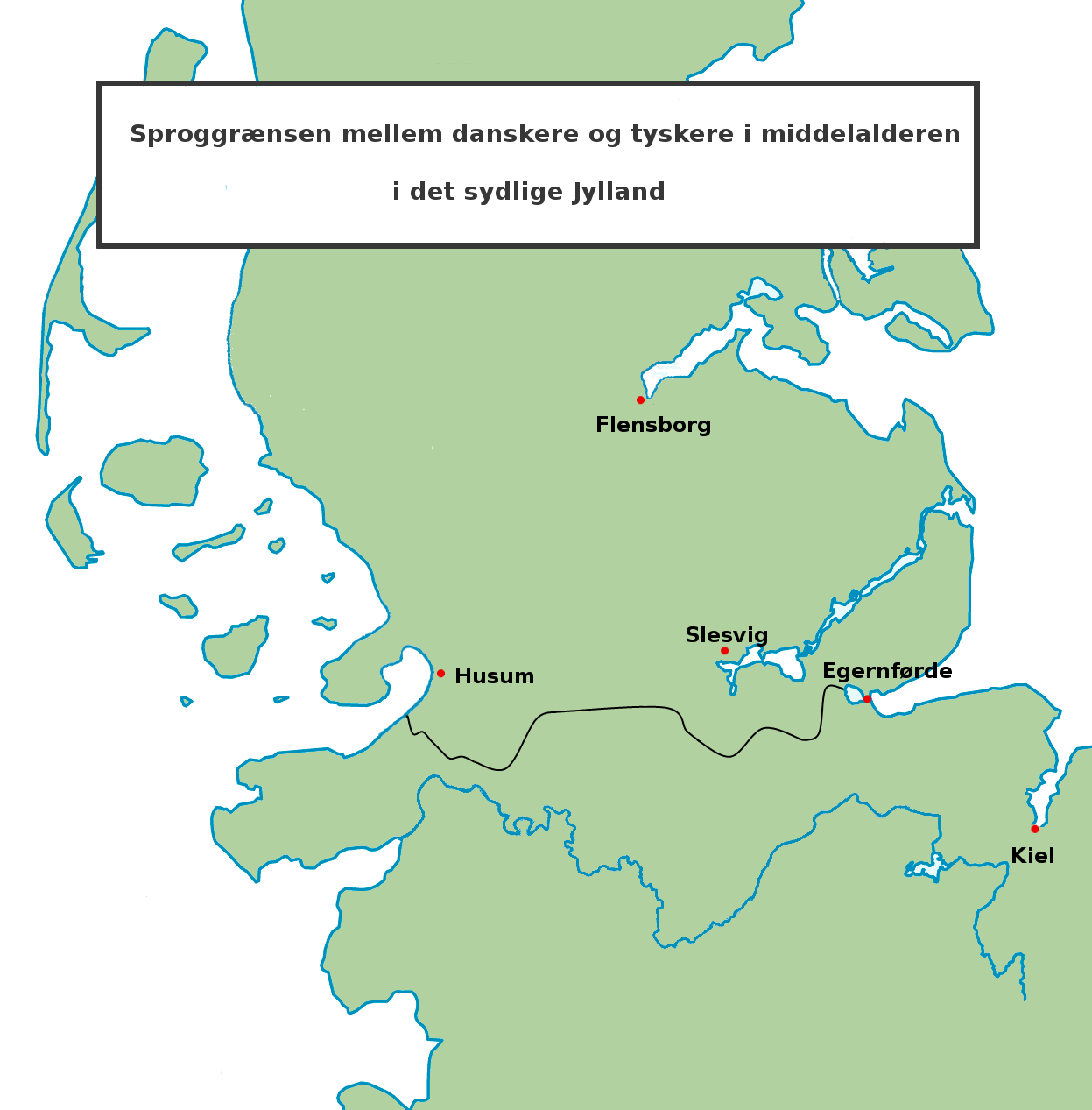
Лінія кордону
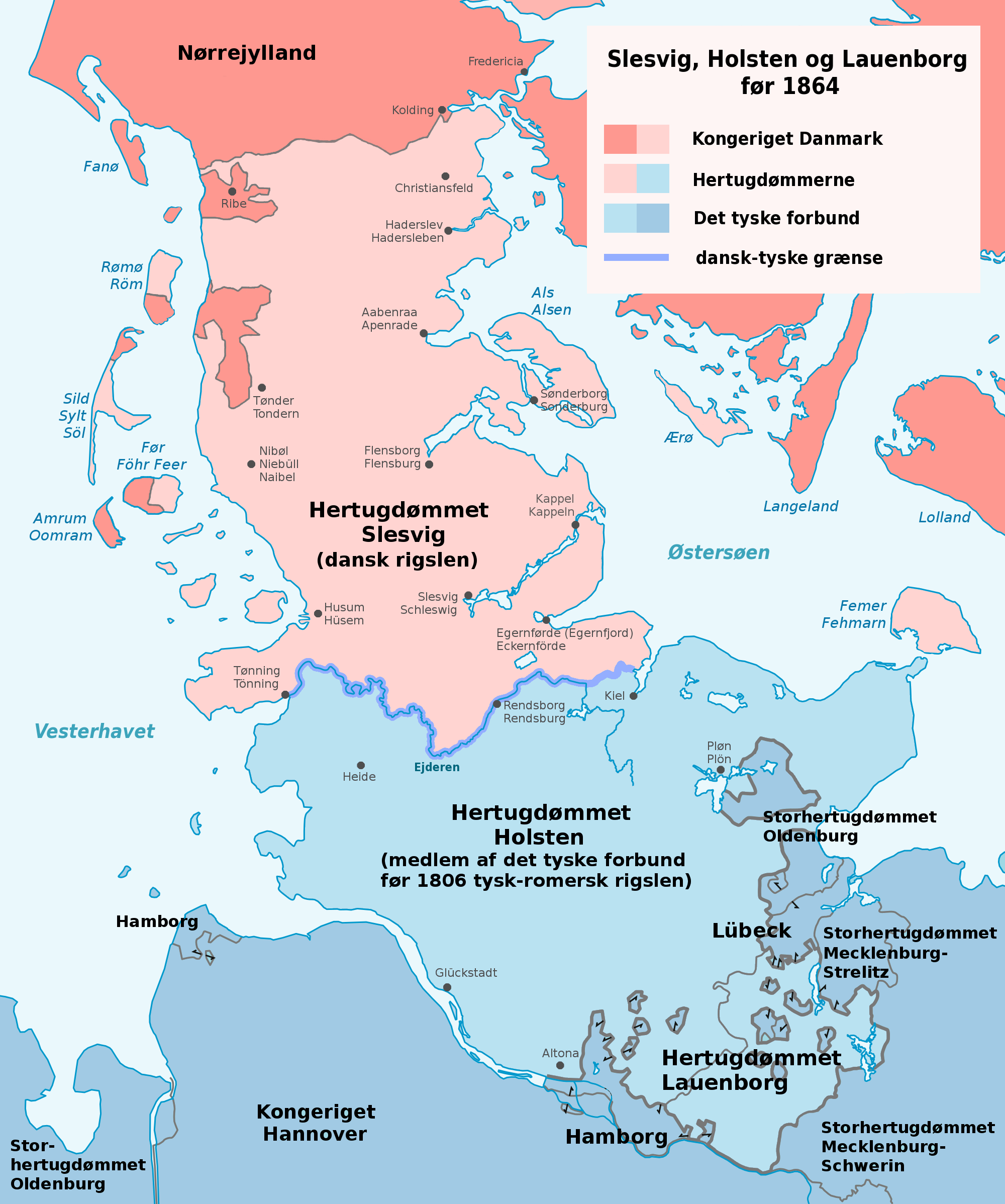
до 1864
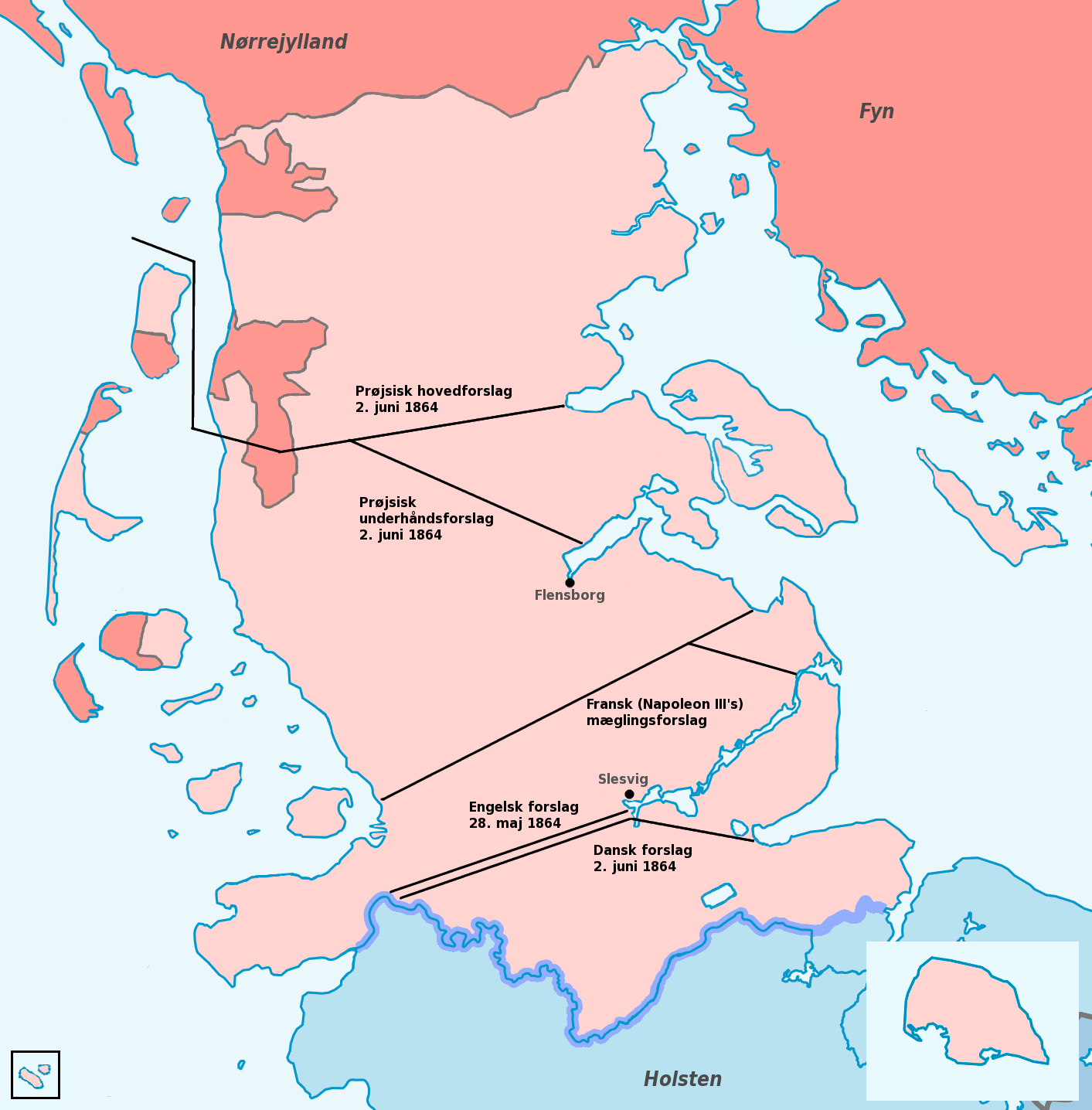
Пропозиції кордону 1864
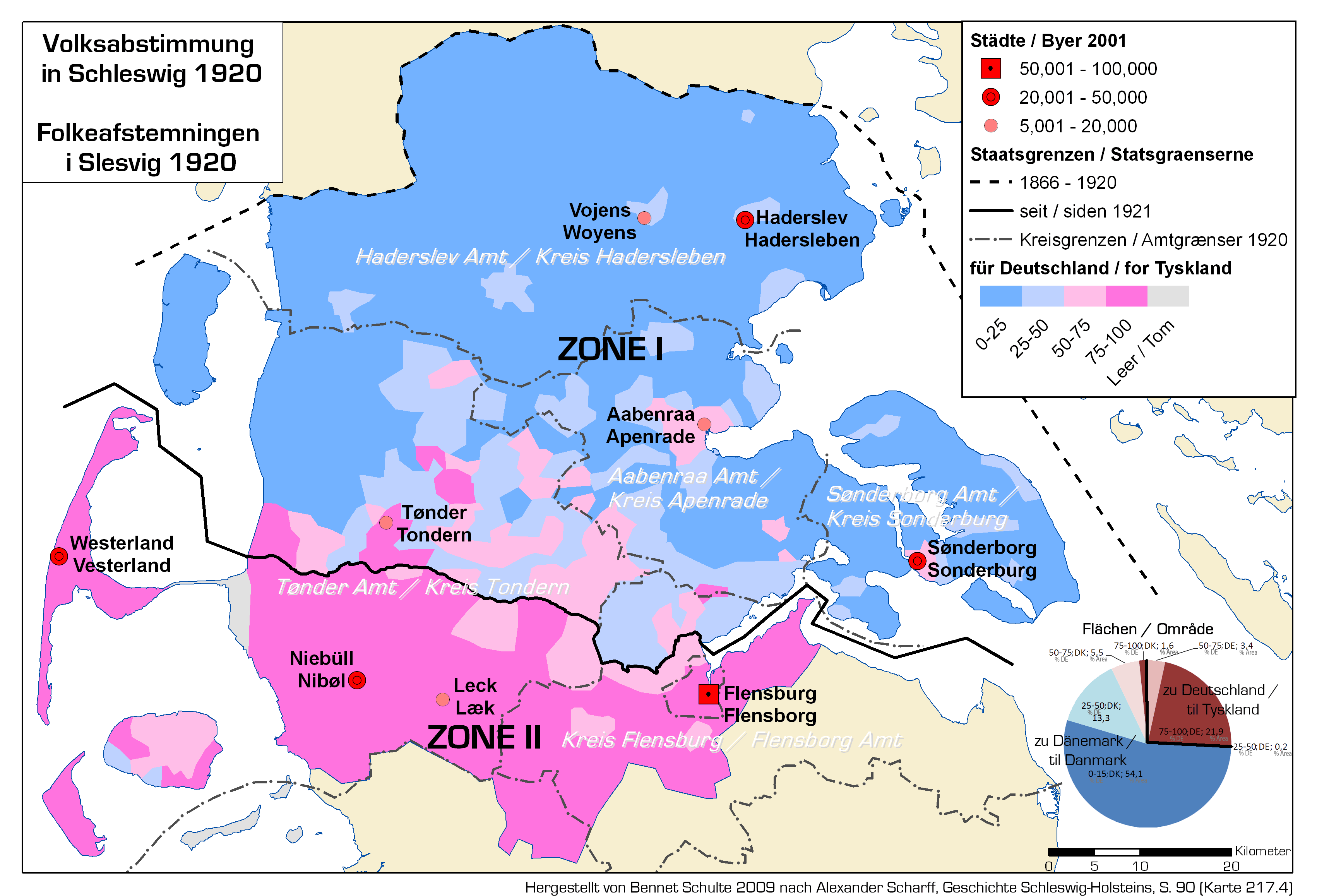
Шлезвізькі плебісцити 1920
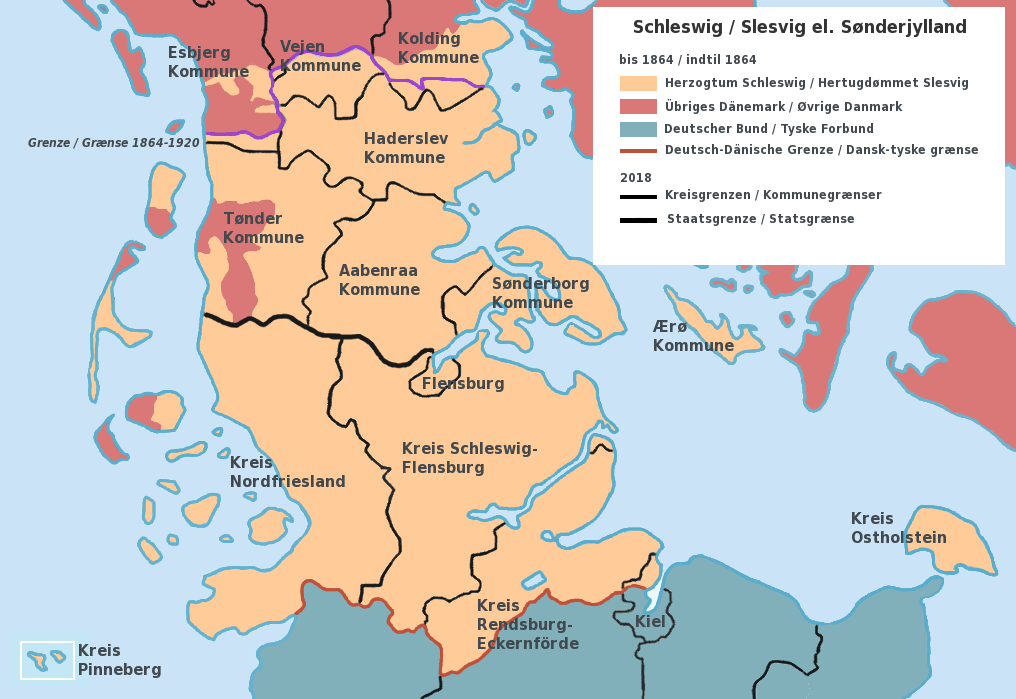
Історичні поділи з 1864

## Прикордонні адмін-одиниці
З заходу на схід

### Німеччина
- Шлезвіг-Гольштейн
  - Північна Фризія
    - Ліст-на-Зильті
    - Кампен
    - Веннінгштедт-Брадеруп
    - Зильт
    - Роденес
    - Афентофт
    - Гумптруп
    - Ельгефт
    - Вестре
    - Ладелунд
    - Брамштедтлунд

  - Шлезвіг-Фленсбург
    - Весбі
    - Бекслунд
    - Ярделунд
    - Остербі
    - Гандевітт
    - Гаррісле

  - Фленсбург
  - Шлезвіг-Фленсбург
    - Глюксбург
    - Мункбраруп
    - Лангбалліг
    - Вестергольц
    - Штайнбергкірхе
    - Штайнберг
    - Нісграу
    - Гельтінг
    - Нібі

### Данія
- Південна Данія
  - Tønder
  - Aabenraa
  - Sønderborg